# Gion Antoni Huonder

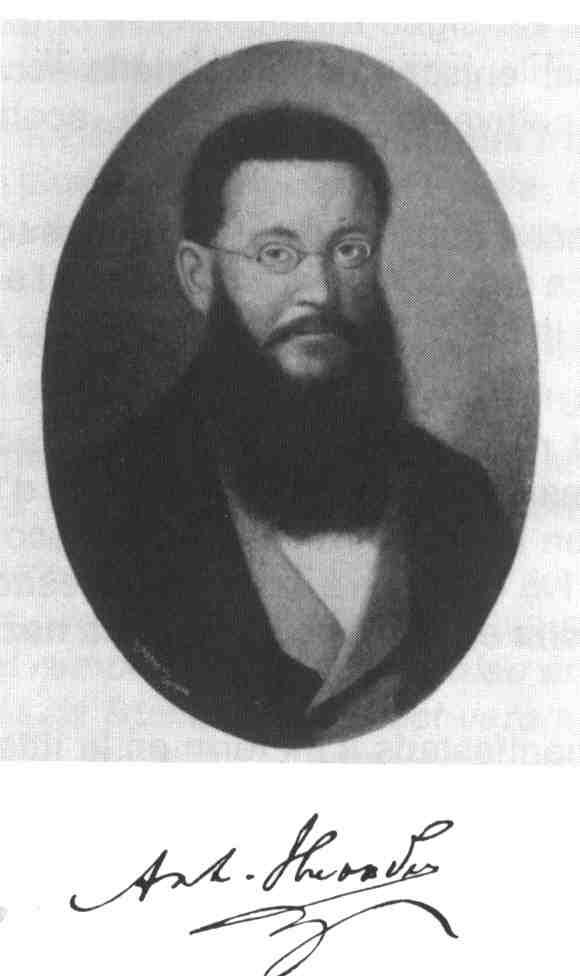
Gion Antoni Huonder

Gion Antoni Huonder (* 11. November 1824 in Segnas bei Disentis/Mustér; † 18. März 1867 in Chur) war ein Schweizer Dichter der Spätromantik, der im rätoromanischen Idiom Sursilvan schrieb.

## Leben
Huonder besuchte das Gymnasium im Kloster Disentis und in St. Gallen. Nach dem Studium der Philosophie und der Rechtswissenschaften in München und Paris kehrte er in die Schweiz zurück. Hauptberuflich war er Gastwirt und später Abwart. In den Jahren 1848 und 1849 wirkte er ausserdem als Redaktor der surselvischen Zeitungen Romonsch und Amitg dil Pievel, die ein katholisch-konservatives Profil hatten. 1849 heiratete er Onna Amstad. Ihr gemeinsamer Sohn war der Theologe Anton Huonder.

## Werk
Huonder gilt neben Giacun Hasper Muoth als ein Hauptvertreter der ersten Generation der so genannten «Rätoromanischen Renaissance», einer zeittypischen romantisch-patriotischen Bewegung zur Erhaltung und Erneuerung der rätoromanischen Sprachkultur. Spätere Vertreter dieser Bewegung wie Caspar Decurtins, Peider Lansel, Maurus Carnot oder Flurin Camathias knüpften teilweise literarisch und sprachpolitisch an seine Werke an.
Huonders bekanntesten Gedichte besingen Ideale und Geschichtsmythen Graubündens und der Surselva. Das Lied La Ligia Grischa von 1864 thematisiert die Gründung des Grauen Bundes im Jahr 1424. Ähnlich bekannt ist das Gedicht Il pur suveran von 1865, in dem das Ideal des freien rätischen Bauers besungen wird und mit der Treue zur Heimat und Sprachkultur enggeführt wird. Beide Gedichte wurden als Chorlieder vertont.